# Sterling (scooter)
Sterling is een historisch Frans merk dat tussen 1952 en 1954 scooters met 123 cc Ydral-motoren maakte.